# Enver Hoxhaj
Enver Hoxhaj (Suhareka, 13 gennaio 1969) è un politico kosovaro, ex ministro degli Esteri del Kosovo.

## Biografia
Professore all'Università di Pristina.  Ha lavorato presso la WUS Austria e ha fondato l’Istituto kosovaro di ricerca e documentazione. Nel marzo 2004 è entrato a far parte del Partito Democratico del Kosovo. È stato due volte ministro degli Esteri, una volta dal 2011 al 2014, sotto il governo guidato da Hashim Thaçi, e la seconda volta dal giugno 2016 all’agosto 2017, sotto il governo di Isa Mustafa.
È stato il candidato primo ministro del PDK alle elezioni parlamentari del 2021 arrivando secondo con il 17% dei voti dietro ad Albin Kurti.